# 法韦尔角

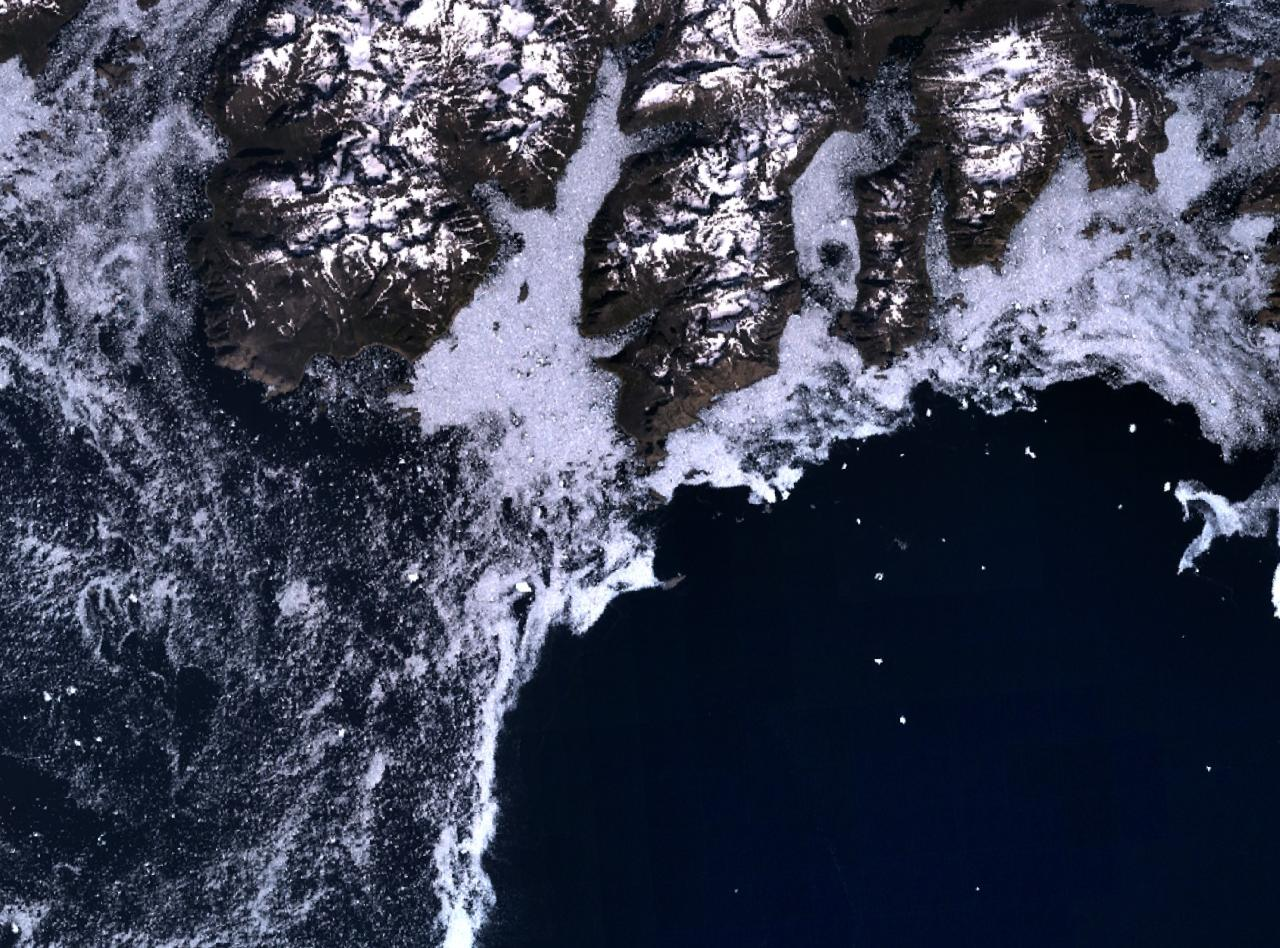
法韦尔角在图片中心位置

法韦尔角，又称费尔韦尔角是格陵兰最南部的一个海岬，面向拉布拉多海。法韦尔角位于59°46′23″N 43°55′21″W / 59.77306°N 43.92250°W，是纳诺塔利克的一部分。